# (35627) 1998 KW9
1998 KW9 (asteroide 35627) é um asteroide da cintura principal. Possui uma excentricidade de 0.21932600 e uma inclinação de 9.22804º.
Este asteroide foi descoberto no dia 24 de maio de 1998 por Beijing Schmidt CCD Asteroid Program em Xinglong.